# Cindy Burger
Cindy Burger (* 25. November 1992 in Purmerend) ist eine niederländische Tennisspielerin.

## Karriere
Burger begann im Alter von fünf Jahren mit dem Tennissport. Sie spielt hauptsächlich Turniere auf dem ITF Women’s Circuit, bei denen sie bisher sieben Einzel- und sechs Doppeltitel gewann.
Im Jahr 2016 spielte Burger erstmals für die niederländische Fed-Cup-Mannschaft; ihre Fed-Cup-Bilanz weist bislang 3 Niederlagen aus.
In der deutschen Bundesliga spielte sie 2012, 2013 und 2014 für den Zweitligisten Rochusclub Düsseldorf.

## Turniersiege

### Einzel
| Nr. | Datum           | Turnier   | Kategorie   | Belag | Finalgegnerin           | Ergebnis       |
| --- | --------------- | --------- | ----------- | ----- | ----------------------- | -------------- |
| 1.  | 25. August 2013 | Bukarest  | ITF $10.000 | Sand  | Cristina Adamescu       | 6:2, 6:3       |
| 2.  | 28. Juni 2014   | Perigueux | ITF $25.000 | Sand  | Florencia Molinero      | 7:5, 6:1       |
| 3.  | 22. April 2018  | Chiasso   | ITF $25.000 | Sand  | Raluca Georgiana Șerban | 6:74, 6:4, 6:3 |
| 4.  | 4. August 2019  | Knokke    | ITF W15     | Sand  | Anastassija Pribylowa   | 7:65, 3:6, 6:1 |
| 5.  | 18. August 2019 | Oldenzaal | ITF W15     | Sand  | İpek Öz                 | 2:6, 6:1, 6:1  |
| 6.  | 19. Januar 2020 | Kairo     | ITF W15     | Sand  | Anna Sisková            | 6:1, 7:5       |
| 7.  | 30. August 2020 | Alkmaar   | ITF W15     | Sand  | Noma Noha Akugue        | 6:1, 6:4       |

### Doppel
| Nr. | Datum              | Turnier             | Kategorie    | Belag        | Partnerin      | Finalgegnerinnen                  | Ergebnis          |
| --- | ------------------ | ------------------- | ------------ | ------------ | -------------- | --------------------------------- | ----------------- |
| 1.  | 22. März 2013      | Gonesse             | ITF $10.000  | Sand (Halle) | Daniela Seguel | Anne Schäfer Kateřina Vaňková     | 6:76, 6:3, [10:2] |
| 2.  | 10. Mai 2013       | Bastad              | ITF $10.000  | Sand         | Milana Špremo  | Ysaline Bonaventure Maria Mokh    | 6:1, 6:4          |
| 3.  | 7. September 2013  | Alphen aan den Rijn | ITF $25.000  | Sand         | Daniela Seguel | Demi Schuurs Eva Wacanno          | 6:4, 6:1          |
| 4.  | 12. Oktober 2014   | Rock Hill           | ITF $25.000  | Hartplatz    | Sharon Fichman | Despina Papamichail Janina Toljan | 4:6, 6:1, [10:6]  |
| 5.  | 10. Juli 2016      | Contrexéville       | ITF $100.000 | Sand         | Laura Pous Tió | Nicole Melichar Renata Voráčová   | 6:1, 6:3          |
| 6.  | 10. September 2016 | Budapest            | ITF $50.000  | Sand         | Arantxa Rus    | Ágnes Bukta Jesika Malečková      | 6:1, 6:4          |